# Войниковы
Войниковы — древний русский дворянский род.
Род записан в VI часть родословных книг Ярославской и Тамбовской губерний.
За недостаточностью доказательств, одна из ветвей записана во II часть родословной книги Владимирской губернии.

## История рода
Войниковы в XVI и XVII столетиях сидели в Рязанском крае. Кроме Рязанского уезда Войниковы владели вотчинами в Зарайском уезде.
Семён Борисович владел поместьем в Вяземском уезде (1594).
Степан Иванович за Воронежскую службу получил денежную придачу (1614). За сыновьями Артемия Ивановича — Иваном и Честным, были «справлены» имения отца (1617). Никита Макарьевич получил денежную придачу за смерть отца, Воронежскую и Можайскую службы (1618), рязанский городовой дворянин (1627). Василий Тимофеевич рязанский помещик (1652).
Пять представителей рода владели населёнными имениями (1699).

## Известные представители
- Войников Григорий Евстратьевич — рязанский городовой дворянин (1629).
- Войников Григорий Никитич — московский дворянин (1656—1677).
- Войников Роман Григорьевич — московский дворянин (1662—1677).
- Войников Роман Григорьевич — московский дворянин (1662—1677), женат на княжне Фёкле Дмитриевне Волконской.
- Войников Иван Семёнович — стряпчий (1692)[1][2]